# Рэй Энигма
Рэй Эни́гма (исп. Rey Enigma; род. XX век, Мадрид) — испанский шахматист, популяризатор шахмат, видеоблогер. Получил известность за счёт того, что держит свою личность в секрете и играет с популярными и ведущими шахматистами планеты. Среди его соперников были несколько чемпионов мира. Он часто появляется в социальных сетях и играет матчи с прохожими на 100 евро. Имеет более двух миллионов подписчиков в TikTok и YouTube.

## Личность
Рей Энигма — псевдоним, настоящее имя неизвестно. Он играет в шахматы в маске и чёрно-белом костюме, похожим на шахматную доску, а также использует устройство для изменения голоса.
В интервью Рэй Энигма сказал, что принимает участие в турнирах под своим настоящим именем и добавил, что только 6-8 человек в мире знают его и возраст. Он добавил, что раньше работал в сфере цифрового маркетинга, но уволился в сентябре 2021 года. Были предположения, что Рэем Энигмой могут быть Давид Антон Гихарро, Пепе Куэнка, Давид Мартинес или Рой Рейнальдо.
В декабре 2021 года Рэй Энигма появился на традиционном шоу Got Talent España. Он обещал снять маску, если бы проиграл шахматную партию, но тогда не знал своего соперника. Он был шокирован, когда понял, что им стал Анатолий Карпов, но от игры не отказался. Карпов постепенно переигрывал Рэя Энигму, тот нервничал, ронял фигуры, но при контроле 3+0 в выигранной позиции у Карпова закончилось время и партия завершилась вничью. Она стала самой просматриваемой в истории.
В 2022 году он сыграл две партии в блиц с Гарри Каспаровым, но обе проиграл.
Является автором шахматной книги.